# 會戰
會戰意指雙方陣營調集合大量兵力在一地進行大規模的戰鬥行為，其中也包括友軍在戰鬥中馳援加入。
會戰的目的有： 
1. 守方阻絕攻方到某一地的防禦
2. 攻方意圖以武力奪佔某一地的攻守
3. 以消滅或消耗一戰鬥集團的有生戰力
4. 企圖一次重創對方

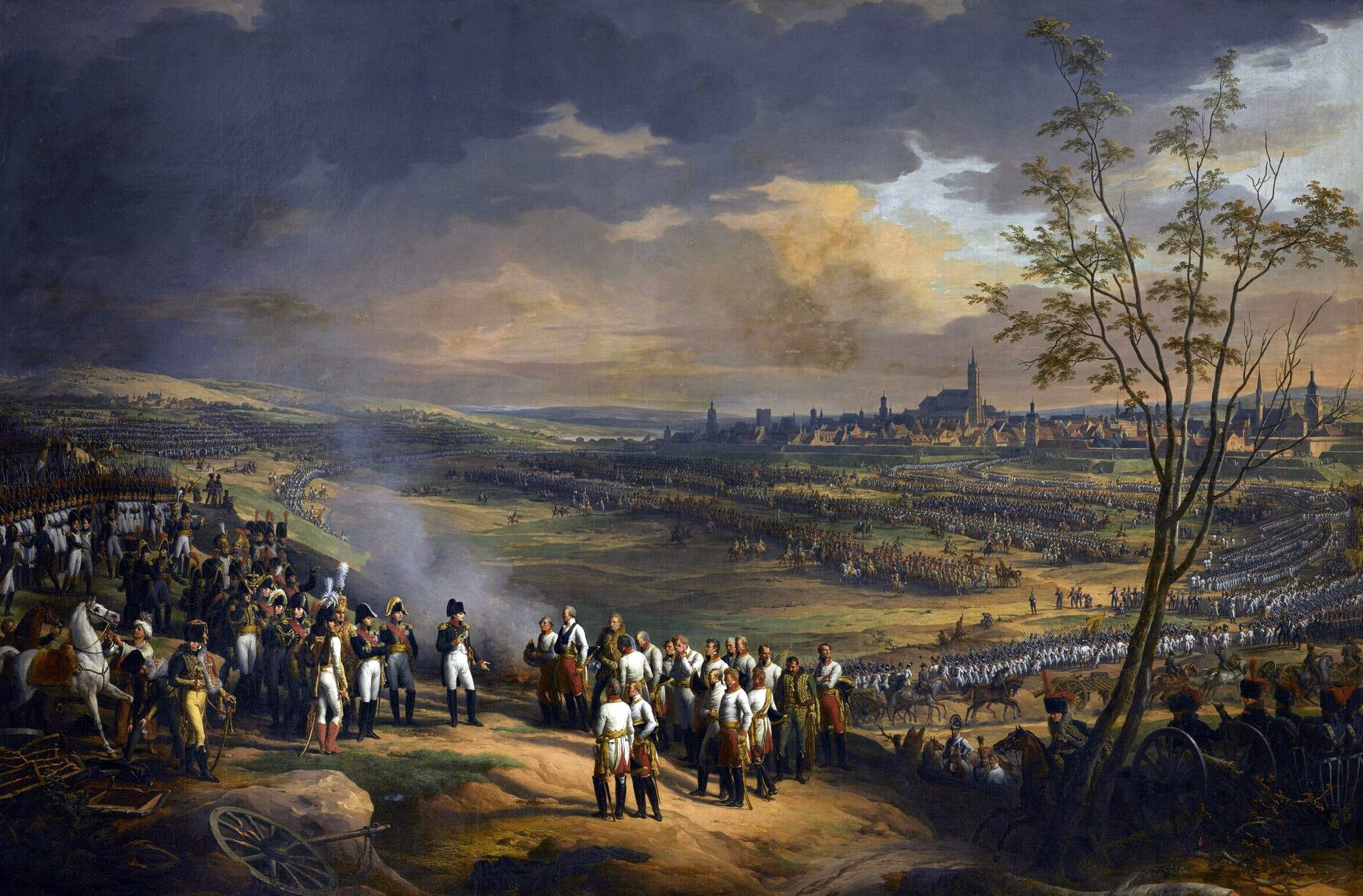
1805年的烏爾姆戰役

會戰或定位戰之中，雙方可以選擇位置和時間。戰鬥開始前或開始後不久，任何一方都可以選擇退卻。
會戰並非因偶然發生，所以異於如遭遇戰，亦異於其中一方被迫在地點、時間上無可選擇底下爆發的戰鬥，例如攻城守城、奇襲。1805年，第三次反法同盟的決定性戰役奧斯特里茲戰役，拿破崙先放棄了戰略重地「普拉茨高地」，誘使敵軍如同他的計謀般行動。
會戰又可以是因為遭遇戰而起。如果雙方散兵相遇而交戰時，兩邊將軍都不退卻，反而加強戰鬥陣勢，散兵遭遇戰就會演變成大會戰。1863年美國內戰時期的蓋茨堡之役便是一例。
会战的本义指：战争双方集中主力在一定地区和时间内所进行的大规模决战。会战可以由时间上同时发生或先后发生的一系列战役、（小）会战组成。如豫湘桂会战包括了豫中会战、桂柳会战等组成。莫斯科会战由近20个战役组成。
会战的引申义可指：国家、地区或企业为了迅速解决某项生产或技术问题，调动各方面力量，突击完成任务。如著名的“大庆石油会战”、各企事业单位与地方常见的某某事项的“百日会战”。